# Danofloxacin
Danofloxacin là một loại kháng sinh fluoroquinolone được sử dụng trong ngành thú y.